# OR52I2
OR52I2 (англ. Olfactory receptor family 52 subfamily I member 2) – білок, який кодується однойменним геном, розташованим у людей на короткому плечі 11-ї хромосоми. Довжина поліпептидного ланцюга білка становить 350 амінокислот, а молекулярна маса — 38 353.
| 10         |  | 20         |  | 30         |  | 40         |  | 50         |
| ---------- |  | ---------- |  | ---------- |  | ---------- |  | ---------- |
| MCQQILRDCI |  | LLIHHLCINR |  | KKVSLVMLGP |  | AYNHTMETPA |  | SFLLVGIPGL |
| QSSHLWLAIS |  | LSAMYIIALL |  | GNTIIVTAIW |  | MDSTRHEPMY |  | CFLCVLAAVD |
| IVMASSVVPK |  | MVSIFCSGDS |  | SISFSACFTQ |  | MFFVHLATAV |  | ETGLLLTMAF |
| DRYVAICKPL |  | HYKRILTPQV |  | MLGMSMAITI |  | RAIIAITPLS |  | WMVSHLPFCG |
| SNVVVHSYCE |  | HIALARLACA |  | DPVPSSLYSL |  | IGSSLMVGSD |  | VAFIAASYIL |
| ILKAVFGLSS |  | KTAQLKALST |  | CGSHVGVMAL |  | YYLPGMASIY |  | AAWLGQDVVP |
| LHTQVLLADL |  | YVIIPATLNP |  | IIYGMRTKQL |  | RERIWSYLMH |  | VLFDHSNLGS |
|            |  |            |  |            |  |            |  |            |

A: Аланін

C: Цистеїн

D: Аспарагінова кислота

E: Глутамінова кислота

F: Фенілаланін

G: Гліцин

H: Гістидин

I: Ізолейцин

K: Лізин

L: Лейцин

M: Метіонін

N: Аспарагін

P: Пролін

Q: Глутамін

R: Аргінін

S: Серин

T: Треонін

V: Валін

W: Триптофан

Кодований геном білок за функціями належить до рецепторів, g-білокспряжених рецепторів, білків внутрішньоклітинного сигналінгу. 
Локалізований у клітинній мембрані.